# 北海道道1164号北斗追分インター線
北海道道1164号北斗追分インター線（ほっかいどうどう1164ごう ほくとおいわけインターせん）は、北海道北斗市を結ぶ一般道道である。

## 概要
都市計画道路新外環状線の一部であり、全線が未開通である。

### 路線データ
- 起点 : 北海道北斗市七重浜（国道228号交点）
- 終点 : 北海道北斗市追分（函館江差自動車道 北斗追分IC）
- 総延長：1.800 km（予定）
- 実延長：
- 重用延長：
- 未供用延長：1.800 km

## 歴史
- 2001年（平成13年）10月18日 - 大野インター線として路線認定[1]。
- 2012年（平成24年）3月24日 - 路線名を北斗追分インター線に変更[2]。

## 地理

### 通過する自治体
- 渡島総合振興局
  - 北斗市

### 交差する道路
北斗市
- 国道228号 - 七重浜（起点）
- 函館江差自動車道 北斗追分IC - 追分（終点）